# На зов скорби
«На зов ско́рби» (фр. Les Revenants) — французский фантастический телесериал, производства компании Haut et Court при участии Canal+ и BeTV, снятый Фабрисом Гобером по мотивам одноименного фильма Робена Кампийо, вышедшего в 2004 году. Демонстрировался во Франции с 26 ноября 2012 года на телеканале Canal+.
Закуплен для показа более чем в 20-ти странах. В России 1-й сезон демонстрировался летом 2015 по Первому каналу.

## Сюжет
В основе сценария популярный сюжет о покойниках, получивших возможность вернуться в мир живых для подведения жизненных итогов, сведения личных счетов и объяснения с родными и близкими.
Действие происходит в небольшом альпийском городке. В 1977 году вследствие прорыва дамбы прежнее поселение было затоплено, жертвами катастрофы стали сотни людей. Из числа выживших многие погибли в течение нескольких последующих лет при различных обстоятельствах.
В 2012 году в город возвращаются 15-летняя Камилла Сегюре, погибшая при крушении экскурсионного автобуса четырьмя годами ранее, и 23-летний Симон Делетр, умерший десять лет назад. Следом за ними прибывают другие жертвы убийств и катастроф, не понимающие, что с ними происходит, и намеренные вернуться к своей прежней жизни.
Поскольку не все ожившие мертвецы безобидны, среди жителей общины происходит раскол: одни стремятся всеми силами защитить своих близких, вернувшихся с того света, другие намерены бороться с возможным нашествием зомби.

## В ролях

### Вернувшиеся
- Яра Пилартц — Камилла Сегюре, 15 лет, умерла 4 года назад
- Пьер Перье — Симон Делетр, 23 года, умер 10 лет назад
- Гийом Гиу — Серж, серийный убийца, умер 7 лет назад
- Сван Намбутен — «Виктор» (Луи Левански), около 8 лет, умер 35 лет назад
- Летиция де Фомбель — Вивиан Коста, жена учителя, 45 лет, умерла 34 года назад
- Ана Жирардо — Люси Клерсен, официантка в пабе, самоназначенный лидер вернувшихся

### Родственники
- Дженна Тиам — Лена Сегюре, 19 летняя сестра-близнец Камиллы
- Анн Консиньи — Клер Сегюре, мать Камиллы
- Фредерик Пьерро — Жером Сегюре, отец Камиллы
- Клотильда Эм — Адель Вертер, бывшая невеста Симона Делетра
- Грегори Гадебуа — Тони, управляющий пабом, брат Сержа

### Прочие
- Селин Салетт — Жюли Мейе, медицинская сестра, выжившая жертва Сержа
- Самир Гесми — Тома, капитан жандармерии, жених Адель Вертер
- Жан-Франсуа Сивадье — Пьер Тисье, управляющий благотворительной организацией
- Жером Кирше — отец Жан-Франсуа

## Эпизоды

### Первый сезон
Демонстрировался 26 ноября — 17 декабря 2012
1. Камилла / Camille
2. Симон / Simon
3. Жюли / Julie
4. Виктор / Victor
5. Серж и Тони / Serge et Toni
6. Люси / Lucy
7. Адель / Adèle
8. Орда / La Horde

### Второй сезон
Демонстрировался 28 сентября — 19 октября 2015
1. Ребенок / L'Enfant
2. Милан / Milan
3. Моргана / Morgane
4. Виржиль / Virgil
5. Мадам Коста / Madame Costa
6. Эстер / Esther
7. Этьен / Étienne
8. Вернувшиеся / Les Revenants

Съемки проводились в Верхней Савойе в районе Анси, преимущественно в городке Сейно и живописных предгорьях массива Семно. Оригинальный саундтрек записан шотландской рок-группой Mogwai.

## Зрители и критика
По итогам демонстрации 1-го сезона аудитория сериала составила 1 445 000 человек, то есть 23,3 % подписчиков Canal+, что сделало его самой коммерчески успешной оригинальной постановкой в истории компании.
Критики приняли сериал благожелательно, отметив новаторский подход к жанру фильма о живых мертвецах, снятом не в традициях хоррора, а в сравнительно редком стиле зомби-мелодрамы, в целом не изобилующем удачными постановками, но в данном случае возвышающемся до уровня притчи о человеческой любви, которая сильна как смерть. Также было отмечено влияние сериала Твин Пикс Дэвида Линча.
Подбор актеров был признан весьма удачным, и особо отмечалась игра юных актеров — Яры Пилартц, Женны Тиам и Свана Намбутена.

## Награды
- 2013 — Хрустальный глобус — лучший сериал
- 2013 — Синдикат французских кинокритиков — лучший французский сериал
- 2013 — Приз TV France International
- 2013 — International Emmy Awards — лучший драматический сериал
- 2013 — Премия Пибоди

### Номинации
- 2013 — Satellite Awards — лучший сериал жанра
- 2014 — British Academy Television Awards — лучший международный сериал
- 2014 — Television Critics Association Awards — лучший мини-сериал

## Ремейк
Американский ремейк под названием «Возвращённые» демонстрировался на канале A&E с 9 марта по 11 мая 2015 года, но из-за низких рейтингов съёмки второго сезона были отменены.

## Комментарии
1. ↑  Оригинальное название можно условно перевести, как «Вернувшиеся», поскольку слово un revenant, происходящее от прилагательного со значением «возвращающийся», «появляющийся», обозначает как бесплотное привидение, так и живого мертвеца во плоти («ревенанта»)